# 長い物語―たかじん's HISTORY
『長い物語―たかじん's HISTORY』（ながいものがたり　たかじんズ　ヒストリー）は、1987年4月5日に発売されたやしきたかじんのベスト・アルバム。

## 解説
1976年〜1982年に、たかじんが在籍したキングレコードの楽曲から選曲された全14曲入りのベスト・アルバム。

## 収録曲
1. 旅に唄あれば　（3：33）
2. ジョーカー　（3：50）
3. チャーリーの酒場　（3：11）
4. ミナの物語　（3：11）
5. 過ぎゆく暮し　（4：48）
6. 約束　（4：15）
7. 今宵　（5：28）
8. ラスト・ショー　（4：26）
9. ゆめいらんかね　（3：52）
10. ルーム・ナンバー301　（3：46）
11. この椅子で　（4：17）
12. ながばなし　（4：32）
13. 横顔　（4：17）
14. 明日になれば　（5：41）